# Скобаљ (Лајковац)
Скобаљ је насеље у Србији у општини Лајковац у Колубарском округу. Према попису из 2022. било је 102 становника.

## Демографија
У насељу Скобаљ живи 200 пунолетних становника, а просечна старост становништва износи 44.7 година (45.4 код мушкараца и 44.1 код жена). У насељу има 98 домаћинстава, а просечан број чланова по домаћинству је 2.46.
Ово насеље је великим делом насељено Србима (према попису из 2002. године), а у последња три пописа, примећен је пад у броју становника.
|  |

| Демографија | Демографија | Демографија |
| Година      | Становника  | Становника  |
| ----------- | ----------- | ----------- |
| 1948.       | 516         |             |
| 1953.       | 459         |             |
| 1961.       | 454         |             |
| 1971.       | 403         |             |
| 1981.       | 326         |             |
| 1991.       | 306         | 306         |
| 2002.       | 241         | 241         |

| Етнички састав према попису из 2002.‍ | Етнички састав према попису из 2002.‍ | Етнички састав према попису из 2002.‍ | Етнички састав према попису из 2002.‍ | Етнички састав према попису из 2002.‍ |
| ------------------------------------ | ------------------------------------ | ------------------------------------ | ------------------------------------ | ------------------------------------ |
|                                      |                                      |                                      |                                      |                                      |
| Срби                                 | Срби                                 |                                      | 237                                  | 98,34%                               |
| Роми                                 | Роми                                 |                                      | 3                                    | 1,24%                                |
| непознато                            | непознато                            |                                      | 1                                    | 0,41%                                |

| Година пописа     | 1948. | 1953. | 1961. | 1971. | 1981. | 1991. | 2002. |
| ----------------- | ----- | ----- | ----- | ----- | ----- | ----- | ----- |
| Број домаћинстава | 103   | 93    | 103   | 97    | 92    | 100   | 98    |

| Број чланова      | 1  | 2  | 3  | 4 | 5 | 6 | 7 | 8 | 9 | 10 и више | Просек |
| ----------------- | -- | -- | -- | - | - | - | - | - | - | --------- | ------ |
| Број домаћинстава | 31 | 31 | 16 | 7 | 7 | 5 | 1 | 0 | 0 | 0         | 2,46   |

| Пол    | Укупно | Неожењен/Неудата | Ожењен/Удата | Удовац/Удовица | Разведен/Разведена | Непознато |
| ------ | ------ | ---------------- | ------------ | -------------- | ------------------ | --------- |
| Мушки  | 106    | 41               | 58           | 5              | 2                  | 0         |
| Женски | 104    | 24               | 56           | 21             | 2                  | 1         |
| УКУПНО | 210    | 65               | 114          | 26             | 4                  | 1         |

| Пол    | Укупно                    | Пољопривреда, лов и шумарство | Рибарство                            | Вађење руде и камена | Прерађивачка индустрија       |
| ------ | ------------------------- | ----------------------------- | ------------------------------------ | -------------------- | ----------------------------- |
| Мушки  | 54                        | 12                            | 0                                    | 25                   | 2                             |
| Женски | 23                        | 8                             | 0                                    | 5                    | 4                             |
| УКУПНО | 77                        | 20                            | 0                                    | 30                   | 6                             |
| Пол    | Производња и снабдевање   | Грађевинарство                | Трговина                             | Хотели и ресторани   | Саобраћај, складиштење и везе |
| Мушки  | 2                         | 4                             | 1                                    | 0                    | 6                             |
| Женски | 0                         | 0                             | 1                                    | 1                    | 1                             |
| УКУПНО | 2                         | 4                             | 2                                    | 1                    | 7                             |
| Пол    | Финансијско посредовање   | Некретнине                    | Државна управа и одбрана             | Образовање           | Здравствени и социјални рад   |
| Мушки  | 0                         | 0                             | 0                                    | 1                    | 0                             |
| Женски | 0                         | 0                             | 0                                    | 2                    | 1                             |
| УКУПНО | 0                         | 0                             | 0                                    | 3                    | 1                             |
| Пол    | Остале услужне активности | Приватна домаћинства          | Екстериторијалне организације и тела | Непознато            | Непознато                     |
| Мушки  | 0                         | 0                             | 0                                    | 1                    | 1                             |
| Женски | 0                         | 0                             | 0                                    | 0                    | 0                             |
| УКУПНО | 0                         | 0                             | 0                                    | 1                    | 1                             |